# 신문 (1973년 영화)
신문(The Offence)은 미국에서 제작된 시드니 루멧 감독의 1973년 범죄, 스릴러, 드라마 영화이다. 숀 코네리 등이 주연으로 출연하였다.
출시명은 숀 코넬리의 신문이고 방영명은 폭력 본능이다.

## 출연

### 주연
- 숀 코네리
- 트레버 하워드
- 비비안 머천트
- 이안 배넌

### 조연
- 데릭 뉴워크
- 존 할람
- 피터 바울즈
- 힐다 피네모어
- 하워드 구니
- 로다 루이스
- 신시아 런드
- 리처드 무어
- 로널드 래드
- 안소니 사가르

## 제작진
- 원작자: 존 홉킨스
- 의상: 에반젤린 해리슨